# Tioro (Burkina Faso)
Pour les articles homonymes, voir Tioro.
Tioro est une commune rurale située dans le département de Béréba de la province de Tuy dans la région des Hauts-Bassins au Burkina Faso.

## Géographie
Tioro se trouve à 6 km à l'est de Béréba et à 7 km à l'ouest de Dohoun.

## Santé et éducation
Le centre de soins le plus proche de Tioro est le centre de santé et de promotion sociale (CSPS) de Béréba.